# Wrattenkameleon
De wrattenkameleon (Furcifer verrucosus) is een hagedis uit de familie kameleons (Chamaeleonidae).

## Naam en indeling
De wetenschappelijke naam van de soort werd voor het eerst voorgesteld door Georges Cuvier in 1829. Ook werd de wetenschappelijke naam Chamaeleo verrucosus gebruikt. De wrattenkameleon werd lange tijd tot het geslacht van de echte kameleons (Chamaeleo) gerekend.
De soort wordt ook wel stekelkameleon genoemd en een andere benaming is reuzenkameleon, maar deze laatste naam wordt voor wel meer soorten gebruikt. De soortaanduiding verrucosus betekent vrij vertaald 'voorzien van wratten'.

### Ondersoorten
Er worden twee ondersoorten erkend, welke onderstaand zijn weergegeven met de auteur en het verspreidingsgebied.
| Naam                              | Auteur         | Verspreidingsgebied                  |
| --------------------------------- | -------------- | ------------------------------------ |
| Furcifer verrucosus verrucosus    | Cuvier, 1829   | De rest van het verspreidingsgebied. |
| Furcifer verrucosus semicristatus | Boettger, 1894 | Zuidelijk Madagaskar                 |

## Uiterlijke kenmerken

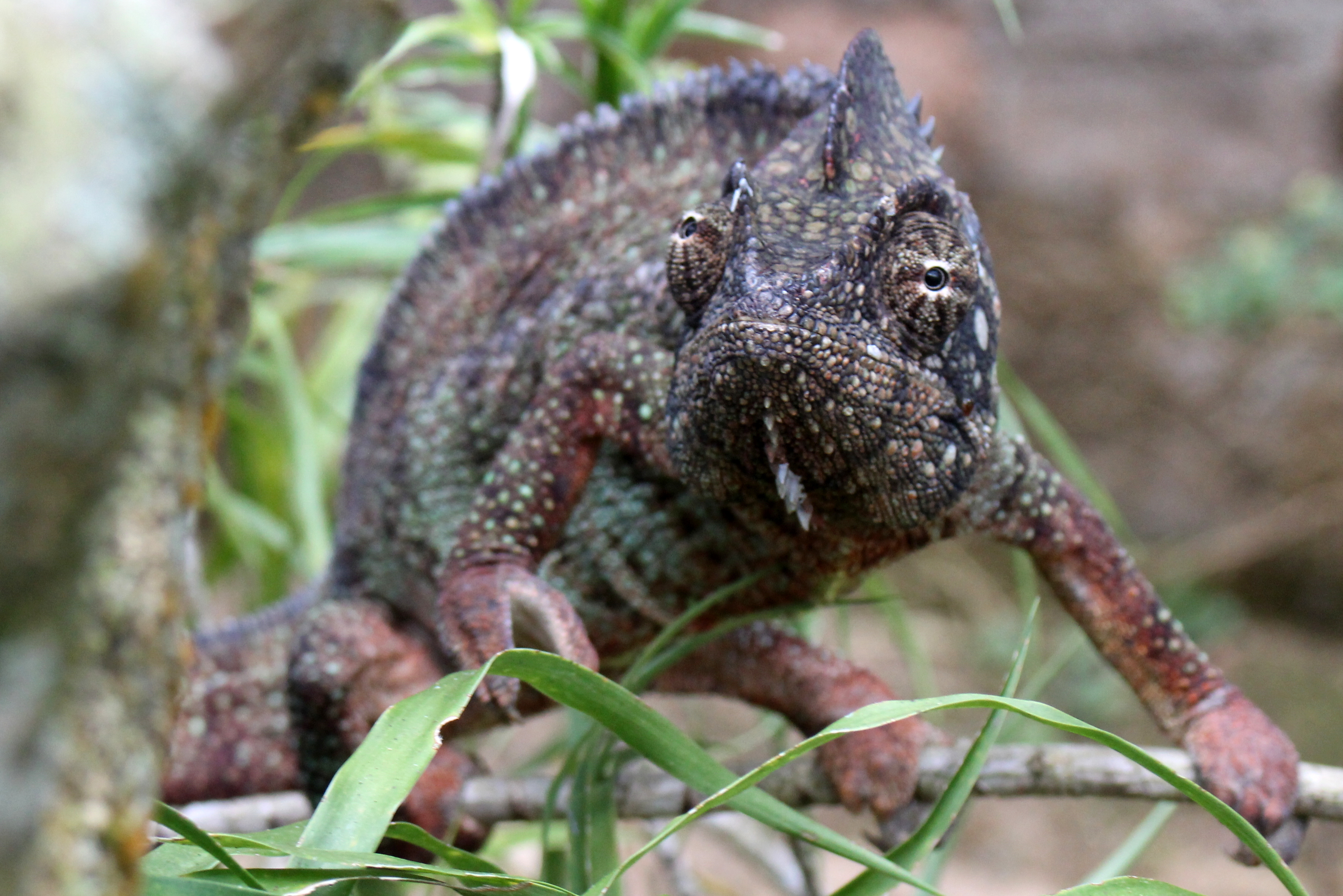
De wrattenkameleon heeft een typische keelkam en prominente oogkammen.

Met een maximale lengte van ongeveer 55 centimeter is het een van de grotere soorten kameleons. De wrattenkameleon is eenvoudig te herkennen aan de grove stekels op de rugkam en de rij knobbels op de flank. Een oorkwab ontbreekt en de nekkam staat naar achteren gericht en eindigt in een punt. De oogkam steekt ver naar voren waardoor het lijkt of de ogen dieper liggen, het lichaam is minder gedrongen veel andere soorten. De wrattenkameleon heeft een stekelige keelkam en een lichtblauw tot -groen gekleurde keelzak die opgezet kan worden om te imponeren.
De buik is meestal geel tot groen en de kleuren van de rest van het lijf variëren doordat deze soort zoals alle kameleons sterk van kleur kan veranderen. Mannetjes zijn van de vrouwtjes te onderscheiden doordat deze laatsten wat meer egale en rustige kleuren hebben en veel kleiner blijven. Ook zijn de stekels kleiner en korter bij het vrouwtje.

## Levenswijze
Het voedsel bestaat uit insecten maar ook kleine zoogdieren worden gegeten. Deze soort is ondanks de lengte erg schuw en kan de hele dag doodstil op een tak doorbrengen, al zonnend, schuilend of loerend op een prooi.
Als de vrouwtjes in een vruchtbare periode zitten, laten ze dat zien aan het veranderende kleurenpatroon. Na de bevruchting worden de vrouwtjes erg donker en zijn ze agressief tegen mannetjes.

## Verspreiding en habitat

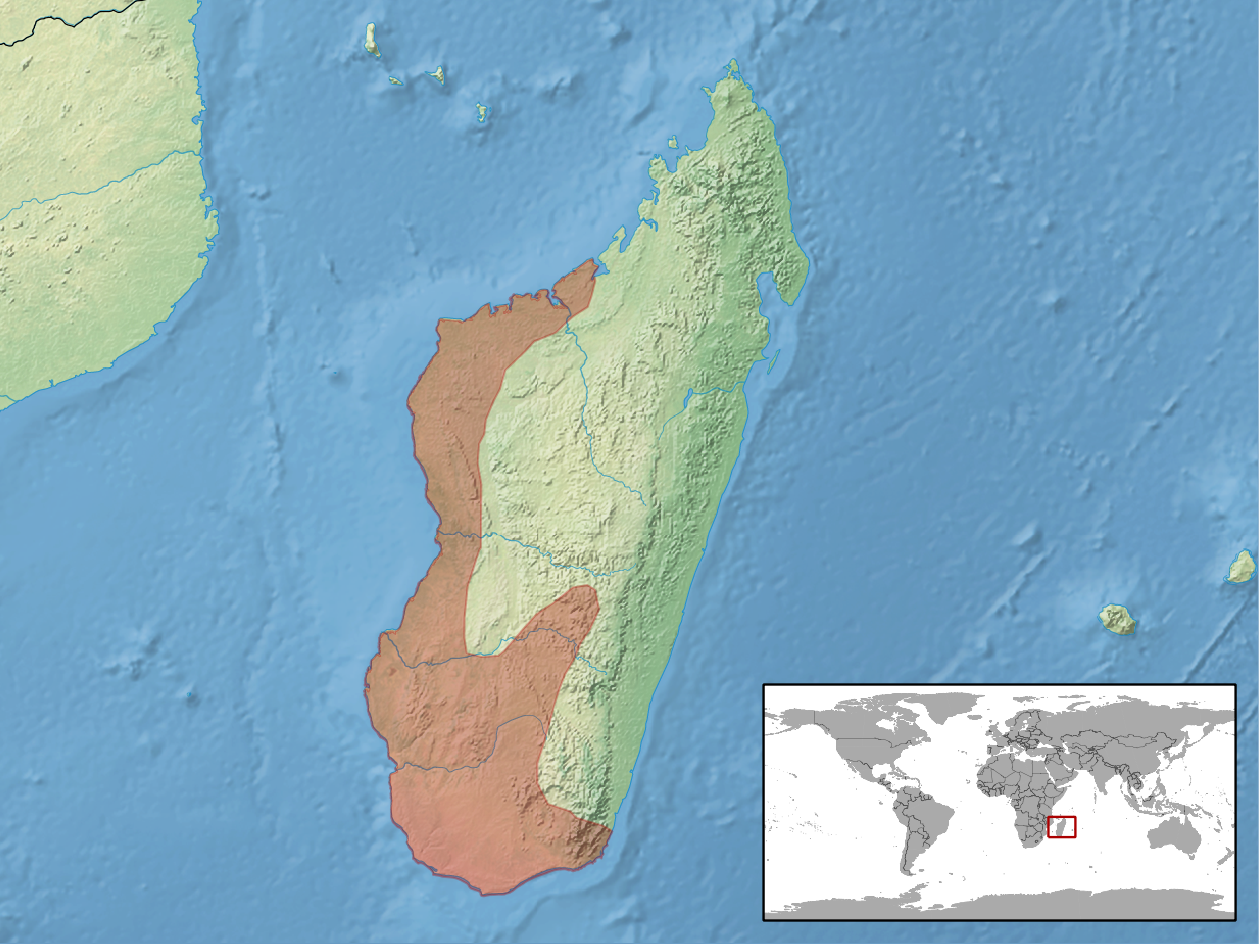
Verspreidingsgebied binnen Madagaskar in het rood.

De wrattenkameleon komt endemisch voor op het eiland Madagaskar. De habitat bestaat uit droge tropische en subtropische bossen, tropische en subtropische scrublands, droge savannen. Ook in door de mens aangepaste omgevingen komt de soort voor, zoals bossen die zijn aangetast door houtkap. De kameleon leeft in matig vochtige gebieden met een dichte vegetatie waarin wordt geschuild en gejaagd.
De soort is aangetroffen van zeeniveau tot op een hoogte van ongeveer 120 meter boven zeeniveau.

### Beschermingsstatus
Door de internationale natuurbeschermingsorganisatie IUCN is de beschermingsstatus 'veilig' toegewezen (Least Concern of LC).